# Unter dem Kirschblütenbaum

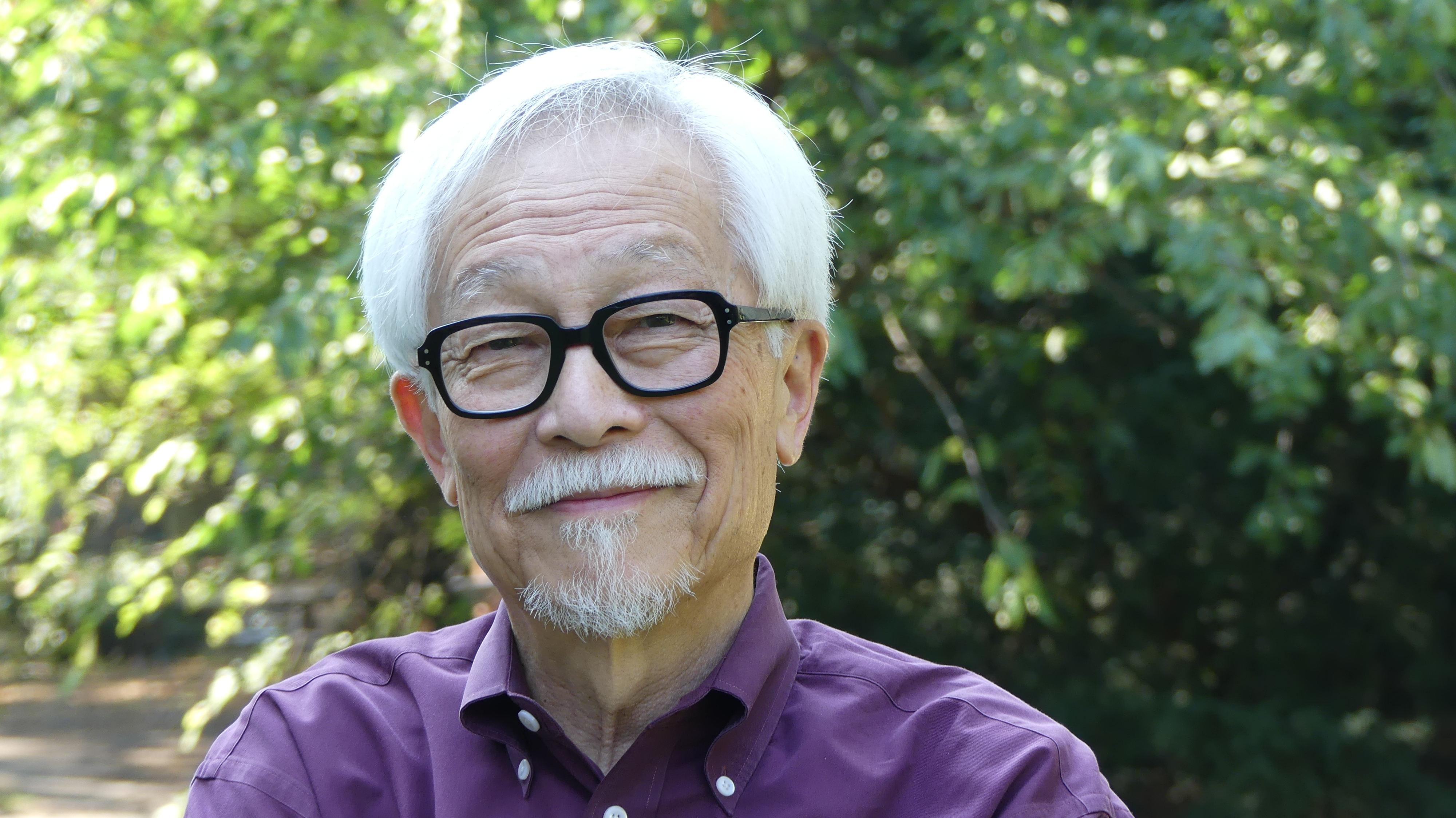
Allen Say (2006 beim Kinder- und Jugendprogramm des 16. Internationalen Literaturfestivals Berlin)

Unter dem Kirschblütenbaum (Originaltitel: Under the Cherry Blossom Tree) ist ein Bilderbuch des japanisch-amerikanischen Schriftstellers, Illustrators und Fotografen Allen Say, das er schrieb und illustrierte. Das Buch erzählt ein Makura. Diese Art der japanischen Kurzgeschichte, die übersetzt Kopfkissen heißt, wurde vorgetragen, um die Zuschauer in Stimmung für die eigentliche lustige Geschichte (Rakugo) zu bringen. Unter dem Kirschblütenbaum ist eins der beliebtesten und ältesten Makuras und damit ein charakteristisches Beispiel für die Tradition des japanischen Humors. Says Tuschezeichnungen komplettieren dabei die surreale Geschichte des übellaunigen Grundherren, dem ein Kirschbaum auf dem Kopf wächst. Dies ist der Beginn einer Reihe von Unglücksfällen für ihn und eines besseren Lebens für die armen Dorfbewohner.
Unter dem Kirschblütenbaum erschien 1974 beim US-amerikanischen Verlag Houghton Mifflin in amerikanischer Sprache und hat einen Umfang von 32 Seiten. Die deutsche Übersetzung erschien am 17. März 2016 bei Edition Bracklo und hat ebenfalls einen Umfang von 32 Seiten. Gabriela Bracklo übersetzte das Buch. Es ist das dritte Buch von Say.

## Inhalt
In einem großen Haus lebt ein missgelaunter böser Mann, dem all die Häuser und das Land im ganzen Tal gehören. Obwohl er so verschlagen ist, dass er den ohnehin schon armen Dorfbewohnern auch noch ihr letztes Geld nimmt, können diese doch den Beginn des Frühlings kaum erwarten und nutzen den ersten schönen Sonntag, um im Freien zu singen und zu tanzen. Der grantige Grundherr verabscheut die gute Stimmung und die singenden Vögel. Trotzdem setzt er sich im Freien unter einen Kirschbaum und isst dort Kirschen. Dabei verschluckt er versehentlich einen Kern, woraufhin ihm am nächsten Morgen ein Kirschbaum aus dem Kopf sprießt, der dort wächst und gedeiht. Als sich die Dorfbewohner deshalb über ihn lustig machen, reißt er sich den Baum vom Kopf, um sie damit zu verjagen. Doch nun hat er an der Stelle, wo der Baum war, ein großes Loch in seinem Kopf, das sich mit Wasser füllt, als es regnet. Damit das Wasser sein Bett nicht nass macht, schläft der Grundherr nun im Sitzen. Fische beginnen sich in seinem Kopf anzusiedeln, worüber er sich freut, denn nun hat er immer frischen Karpfen zur Hand. Als er nachmittags ein Nickerchen im Garten hält, versucht Tabo, der mutigste Junge des Dorfes, einen Fisch aus dem Kopf des Grundherren zu angeln. Als dies gelingt, schließen sich ihm die anderen Kinder an. Doch eines Tages beißt ein riesiger Karpfen an und springt mit einem großen Platschen zurück in den Kopf des alten Mannes, woraufhin dieser aufwacht. Schreiend und brüllend jagt er die Kinder ins Dorf und übersieht dabei einen Stein auf seinem Weg. Als er über diesen stolpert, fliegt der Grundherr in die Luft und dabei versinken seine Füße in dem Loch in seinem Kopf und plötzlich ist sein ganzer Körper verschwunden. Nur ein schöner kleiner Teich bleibt zurück und nun können die Dorfbewohner den Frühling noch mehr genießen als zuvor.

## Literarische Kritik
„[Say’s] misty fine line illustrations, which reflect the Japanese setting, help to make the far-fetched developments dreamily believable.“ The Kirkus Review, 1. März 1974

## Öffentliche Buchpräsentationen
Das Buch wurde beim Kinder- und Jugendprogramm des 16. Internationalen Literaturfestivals Berlin im September 2016 als Weltpremiere in Anwesenheit des Schriftstellers vorgestellt.